# 太牙虎五郎
太牙 虎五郎（たいが とらごろう、1980年7月21日 - ）は、モンゴル国ウランバートル出身で式秀部屋に所属していた元大相撲力士。本名はスミヤバザル・シャラブニャンブー。現役時代の体格は身長183cm、体重124kg、血液型はO型。最高位は東幕下19枚目（2013年7月場所）。

## 人物
大相撲で活躍していた親戚の旭鷲山をつてに、2000年10月25日に6人のモンゴル人と共に来日。大阪府内の摂津倉庫で相撲を習った。その後、千昇と共に先代式秀親方（元小結・大潮）に引き取られることになって式秀部屋に入門。2001年3月場所で初土俵。同期生には、千昇のほかに同時にモンゴルから来日した白鵬、翔天狼、猛虎浪、大勇武のほか、北勝国もいる。
2004年7月場所、三段目で6勝1敗の好成績をあげて翌9月場所幕下に初昇格。この場所では鶴竜、千昇、大恩児、大鷹浪、大天山の5人のモンゴル出身力士も同時に幕下に昇進して話題となった。しかし、1勝6敗の大敗を喫して1場所で三段目に降格。2006年5月場所で2度目の幕下昇進をするが、翌7月場所を負傷のため途中休場して三段目に再び降格。2008年11月場所で4度目の幕下昇進をしてからは幕下に定着していたが、2010年7月場所を怪我で途中休場してから成績不振が続き、三段目の土俵も多くなったが、2012年5月場所で7度目の幕下昇格を果たしてから再び幕下に定着し、同年11月場所では自己最高位を2年ぶりに更新している。東幕下43枚目で迎えた2013年5月場所では大砂嵐とともに初日から6連勝とし、優勝を争ったが、7番目の相撲は別々の相手と組まれ、大河は星違いの若三勝に敗れ、大砂嵐が十両の明瀬山に勝利したため、大砂嵐が幕下優勝を果たし、大河自身初の各段優勝はならなかった。なお、この若三勝戦で大河は初めて幕下上位五番の取組を経験した。しかし、この大活躍によって次の7月場所では自己最高位を大きく更新した東幕下19枚目で迎えることとなり、活躍も期待されていたが、この場所は白星が無く7戦全敗を喫してしまった。次の場所からは心機一転で大黄虎の四股名に改名するも、1勝6敗とまたしても大敗を喫して三段目の転落するなどしたため、以前の四股名と同じ読みに戻し、太牙へと再改名するも、ついに幕下には戻れず、2014年7月場所を7戦全敗したのを最後に現役を引退した。なお、現役最後の取組だった栃乃島戦は髷つかみの反則負けだった。

## 主な成績
- 通算成績：273勝275敗5休（80場所）

| | 一月場所 初場所（東京） | 三月場所 春場所（大阪） | 五月場所 夏場所（東京） | 七月場所 名古屋場所（愛知） | 九月場所 秋場所（東京） | 十一月場所 九州場所（福岡） |
| --- | ----------------------- | ----------------------- | ----------------------- | --------------------------- | ----------------------- | --------------------------- |
| 2001年 （平成13年） | x                       | （前相撲）              | 西序ノ口15枚目 4–3      | 東序二段110枚目 5–2         | 東序二段71枚目 3–4      | 西序二段87枚目 5–2          |
| 2002年 （平成14年） | 東序二段46枚目 4–3      | 東序二段26枚目 3–4      | 西序二段46枚目 5–2      | 東序二段7枚目 4–3           | 西三段目90枚目 5–2      | 西三段目60枚目 2–5          |
| 2003年 （平成15年） | 東三段目86枚目 4–3      | 東三段目69枚目 5–2      | 東三段目39枚目 2–5      | 西三段目63枚目 4–3          | 西三段目48枚目 5–2      | 東三段目20枚目 1–6          |
| 2004年 （平成16年） | 西三段目52枚目 4–3      | 東三段目38枚目 1–6      | 西三段目72枚目 5–2      | 西三段目41枚目 6–1          | 東幕下52枚目 1–6        | 西三段目23枚目 2–5          |
| 2005年 （平成17年） | 東三段目46枚目 4–3      | 東三段目30枚目 4–2–1    | 東三段目18枚目 4–3      | 西三段目6枚目 3–4           | 東三段目22枚目 4–3      | 西三段目11枚目 2–5          |
| 2006年 （平成18年） | 東三段目34枚目 5–2      | 西三段目9枚目 5–2       | 東幕下51枚目 4–3        | 東幕下42枚目 1–4–2          | 西三段目15枚目 4–3      | 東幕下3枚目 3–4             |
| 2007年 （平成19年） | 東三段目19枚目 2–5      | 西三段目44枚目 5–2      | 西三段目18枚目 3–4      | 東三段目30枚目 3–4          | 西三段目44枚目 6–1      | 東幕下56枚目 4–3            |
| 2008年 （平成20年） | 東幕下47枚目 2–5        | 東三段目9枚目 3–4       | 東三段目20枚目 4–3      | 西三段目6枚目 3–4           | 東三段目18枚目 5–2      | 西幕下55枚目 4–3            |
| 2009年 （平成21年） | 西幕下46枚目 4–3        | 東幕下39枚目 3–4        | 西幕下47枚目 4–3        | 西幕下38枚目 2–5            | 西幕下59枚目 4–3        | 西幕下49枚目 4–3            |
| 2010年 （平成22年） | 西幕下42枚目 3–4        | 西幕下48枚目 4–3        | 西幕下38枚目 4–3        | 西幕下29枚目 0–5–2          | 西三段目4枚目 3–4       | 西三段目17枚目 4–3          |
| 2011年 （平成23年） | 東三段目8枚目 4–3       | 八百長問題 により中止   | 東幕下58枚目 2–5        | 西三段目6枚目 3–4           | 東三段目20枚目 4–3      | 東三段目8枚目 4–3           |
| 2012年 （平成24年） | 西幕下58枚目 2–5        | 西三段目22枚目 5–2      | 東幕下59枚目 4–3        | 東幕下50枚目 4–3            | 西幕下42枚目 5–2        | 東幕下27枚目 2–5            |
| 2013年 （平成25年） | 東幕下45枚目 3–4        | 西幕下53枚目 4–3        | 東幕下43枚目 6–1        | 東幕下19枚目 0–7            | 西幕下54枚目 1–6        | 西三段目29枚目 6–1          |
| 2014年 （平成26年） | 東幕下45枚目 1–6        | 西三段目14枚目 4–3      | 東三段目5枚目 3–4       | 東三段目18枚目 引退 0–7–0   | x                       | x                           |
| 各欄の数字は、「勝ち-負け-休場」を示す。 優勝 引退 休場 十両 幕下 三賞：敢=敢闘賞、殊=殊勲賞、技=技能賞 その他：★=金星 番付階級：幕内 - 十両 - 幕下 - 三段目 - 序二段 - 序ノ口 幕内序列：横綱 - 大関 - 関脇 - 小結 - 前頭（「#数字」は各位内の序列） |                         |                         |                         |                             |                         |                             |

## 改名歴
- 大河 希賞（たいか きしょう） 2001年3月場所 - 2011年5月技量審査場所
- 大河 希賞（たいが きしょう） 2011年7月場所 - 2013年7月場所
- 大黄虎 前進（だいおうこ ぜんしん） 2013年9月場所 - 2014年1月場所
- 太牙 虎五郎（たいが とらごろう）2014年3月場所 - 2014年7月場所

## その他
- 当初名乗っていた「大河」の四股名の読みは当初“たいか”と濁らなかったが、呼び出しや行司の多くは“たいが〜〜”と呼んでいた。2011年7月場所から読みを“たいが”に変更した。
- 2014年1月場所直後式秀に対して「誕生日プレゼントはスーツがいいですね」と口を滑らせ、近々引退する意向を明かした格好となってしまったと伝わる[要出典]。そのことから式秀は「どうせ引退するなら目立つ四股名でも名乗りなよ」と助言し、結果「太牙虎五郎」に改名。そして2014年7月場所中に34歳の誕生日を迎えたが、この場所は結局7戦全敗に終わってしまった。それでも太牙は「再出発を祝うためにこの日が来るまで待ってくれるなんて嬉しいです」と感謝の意を示していたという。